# 蘇沃博爾山
44°07′16″N 20°10′54″E / 44.12111°N 20.18167°E

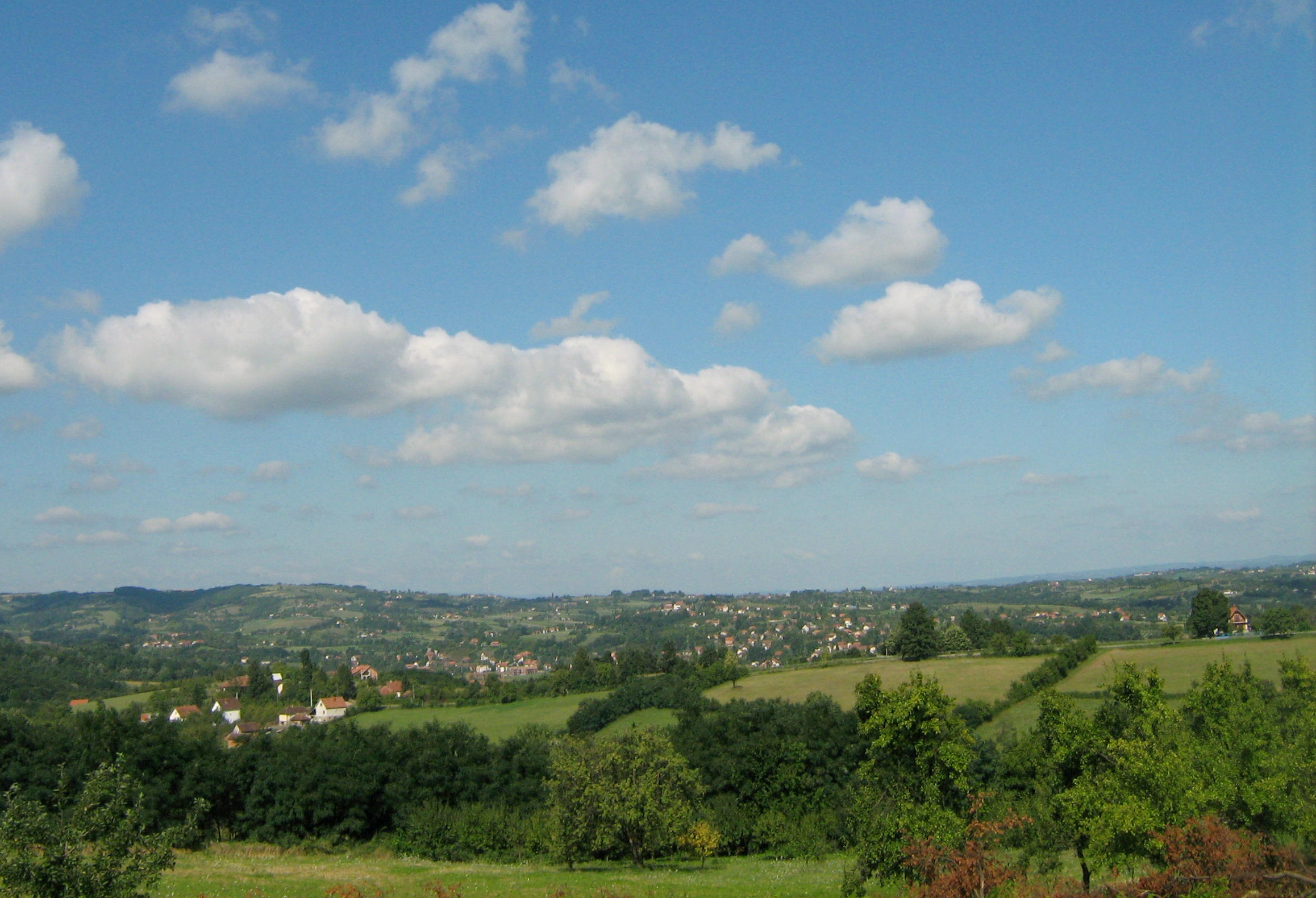

蘇沃博爾山是塞爾維亞的山峰，位於該國中部，處於首都貝爾格萊德以南120公里，屬於狄那里克阿爾卑斯山脈的一部分，海拔高度866米。